# Sergianni Caracciolo
Giovanni Caracciolo, bekannt als Sergianni oder Ser Gianni (* ca. 1372 in Neapel; † 19. August 1432 ebendort), war ein italienischer Adliger, Condottiere und Politiker, der als Liebhaber der Königin des Königreichs Neapel Johanna II. von Anjou-Durazzo bekannt war
Er war Fürst von Capua, Herzog von Venosa, Graf von Avellino und Herr von Calvello, Casalnuovo, Castelvetere, Chiusano, Melfi, Orta, Rapolla, Ripacandida, Trivento, Tufo und Valentino. Er war auch Großkonstabler und Großseneschall des Königreichs Neapel.

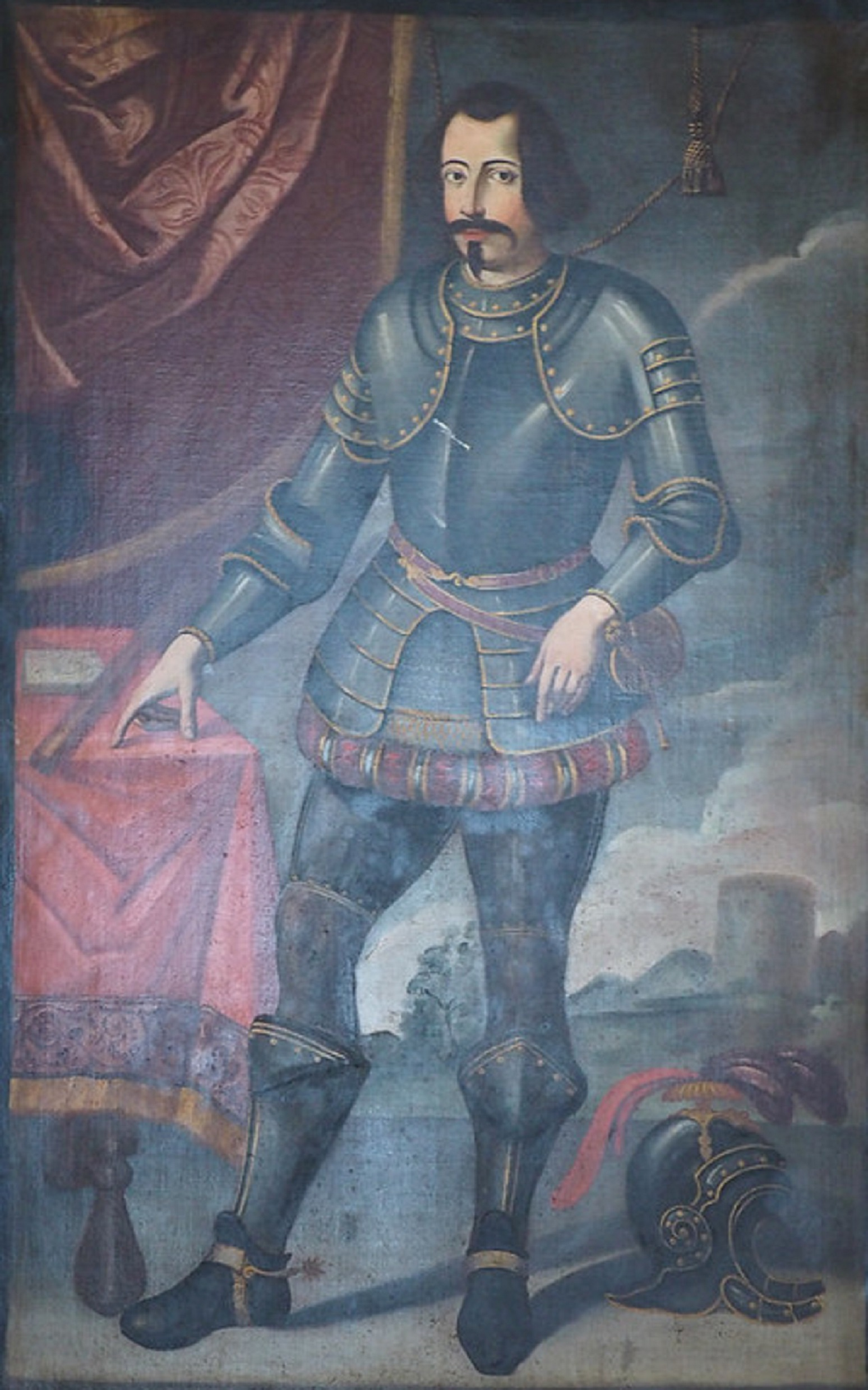
Porträt in Rüstung, Herzogspalast von Martina Franca

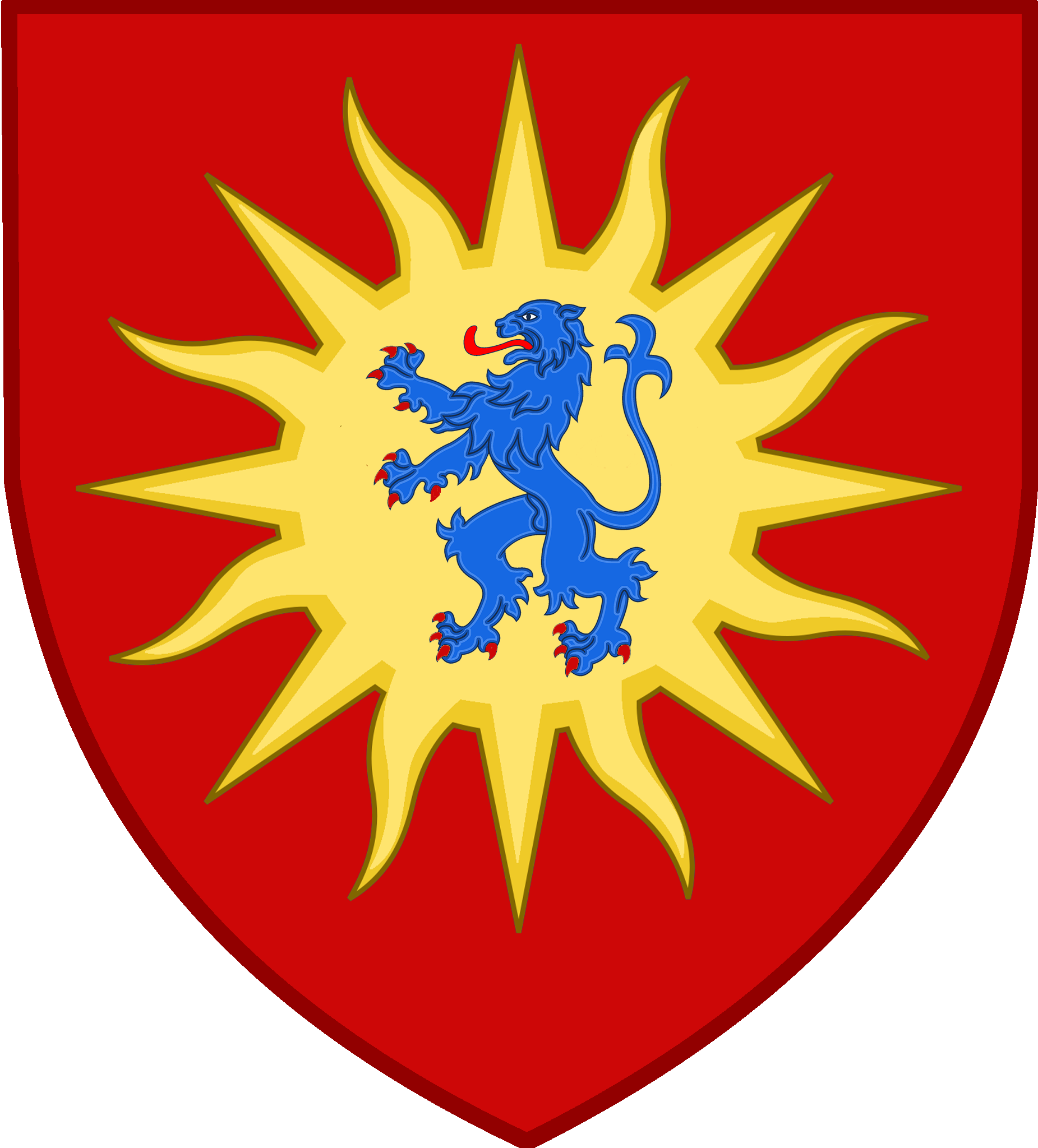
Wappen der Caracciolo

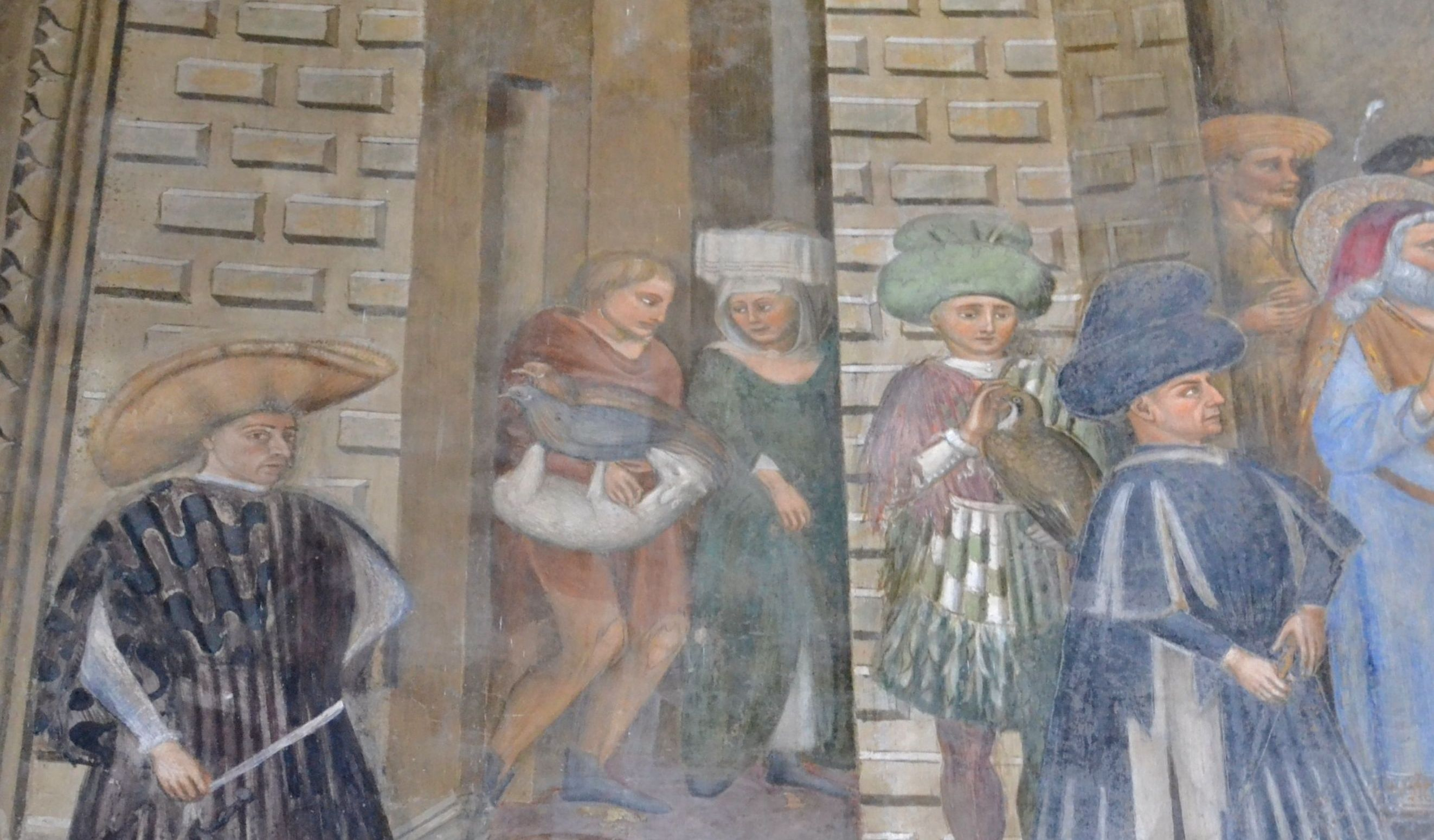
Mutmaßliches Porträt von Giovanni (oder Sergianni) Caracciolo (rechts, in dunkelblau) auf dem Fresko der Geburt der Jungfrau Maria in der Kapelle Caracciolo del Sole in der Kirche San Giovanni a Carbonara, Neapel

## Leben
Als dritter Sohn von Francesco Caracciolo aus dem Zweig der del Sole, Ritter und Kämmerer des Königs des Königreichs Neapel Ladislaus von Anjou-Durazzo, und von Covella Sardo, Tochter eines Ritters aus Siena, nahm er als junger Mann an verschiedenen Feldzügen unter Ladislaus teil und erhielt schließlich das Amt des Großkonstablers des Königreichs. Als Johanna die Thronfolge antrat, erhielt er von ihr das Amt des Großkämmerers des Königreichs und festigte so seine Vormachtstellung am Hof.

### Beziehung zu Königin Johanna II. von Anjou-Durazzo
Seine Beziehung zu Königin Johanna II. begann um 1416, als er bereits mit der Adeligen Caterina Filangieri verheiratet war. Die Herrscherin geriet in einen heftigen Konflikt mit ihrem Gemahl Jacques II. de Borbone-La Marche über dessen Anspruch auf den Königstitel anstelle des Fürstentitels von Tarent. Der neapolitanische Adel, der den Anjou treu ergeben war, erhob sich gewaltsam gegen Jacques, der 1418 Neapel verlassen musste.
Zwischen Caracciolo und Johanna entwickelte sich eine turbulente Beziehung, die immer wieder von Gegensätzen und Meinungsverschiedenheiten erschüttert wurde und durch die Verquickung von Gefühlen, Ehrgeiz und Macht gestört wurde. Dennoch übte Sergianni jahrzehntelang einen enormen Einfluss auf die Königin aus, die ihrerseits nach und nach Macht an Untergebene abgab, bis sie selbst von ihnen beherrscht wurde. Schon in den ersten Jahren der Beziehung spielte Sergianni eine herausragende Rolle in der Politik des Königreichs Neapel, da er vom Herrscher mit der Befugnis ausgestattet wurde, viele Entscheidungen von grundlegender Bedeutung motu proprio zu treffen.
Er war verantwortlich für das Zerwürfnis zwischen der Königin und Papst Martin V., der als Lehnsherr des neapolitanischen Königreichs Johanna um finanzielle Unterstützung für die Wiederaufstellung seiner Armee gebeten hatte. Sergianni stiftete die Herrscherin dazu an, den vom Papst geforderten Beitrag abzulehnen. Nachdem dieser in Ludwig III. von Anjou-Valois einen Verbündeten gefunden hatte, hetzte Martin V. ihn 1420 gegen Johanna auf, die ihrerseits dank der politischen Manöver von Caracciolo die Allianz mit dem mächtigen Alfons V. von Aragón erlangte und damit die Voraussetzungen für den Erbfolgekrieg schuf, der dreißig Jahre nach dessen Tod ausbrach.
Innerhalb weniger Jahre arteten die Beziehungen zwischen Johanna und dem zum Thronfolger ernannten Alfons in eine gewalttätige Auseinandersetzung aus, an der auch Caracciolo beteiligt war. Im Mai 1423 wurde Sergianni von Alfons verhaftet, dessen Soldaten das Castel Capuano belagerten, um Johanna zur Kapitulation zu zwingen, da er von den Aragoniern wegen seiner immensen Macht gehasst wurde. Als die Belagerung scheiterte, kam es zu einem Gefangenenaustausch zwischen den Parteien; die Königin und Sergianni wurden befreit und begaben sich gemeinsam nach Aversa. Dort fand das friedensstiftende Treffen mit Ludwig III. von Anjou-Valois statt. Ebenfalls auf Anweisung von Caracciolo distanzierte sich die Königin von dem aragonesischen Herrscher Alfons, annullierte seine Adoption und ernannte Ludwig zu ihrem neuen Erben. Alfons war gezwungen, in seine Heimat zurückzukehren, um die Konflikte zwischen seinen Brüdern und dem König von Kastilien zu lösen.

### Verschwörung und Tod
In den folgenden Jahren wuchs die Macht von Sergianni Caracciolo ins Unermessliche. Königin Johanna übertrug ihm die gesamte Verantwortung für die Verwaltung und führte praktisch ein Privatleben. Um seine Position am neapolitanischen Hof weiter zu festigen, verheiratete er seine Tochter Emilia/Isabella mit Antonio Caldora, dem ältesten Sohn von Jacopo Caldora, dem mächtigen Großkonstabler des Königreichs Neapel, und ließ seinen einzigen Sohn Troiano mit Maria Caldora, der Schwester von Antonio, vermählen, damit er nicht gegen ihn ausgespielt werden konnte. Dieses Bündnis zwischen Sergianni Caracciolo und Jacopo Caldora wurde von den Höflingen als Gefahr für das Leben der Königin Johanna und für das Königreich angesehen. Der ungezügelte Ehrgeiz Caracciolos, der immer mehr nach Macht und Reichtum strebte, verärgerte die Königin, die es leid war, sich den Wünschen eines Untertanen zu beugen, den sie so mächtig gemacht hatte. Kurz nach Mitternacht des 18. August 1432, nach dem Ende der Hochzeitsfeierlichkeiten zwischen Caracciolos Sohn und Caldoras Tochter in Castel Capuano, beschloss Königin Johanna auf Anraten ihres Hofes (insbesondere der erbitterten Feindin von Caracciolo, ihrer Cousine Covella Ruffo, Herzogin von Sessa, entsprechend beraten) ein Attentat auf Sergianni durchführen. Er wurde von einer Gruppe von Attentätern (Pietro Palagano, Marino Boffa, Gennaro Squadra, Francesco Caracciolo und seinem Vater Ottino Caracciolo) mit zwanzig Dolchstößen getötet, als sie in das Zimmer des Schlosses eindrangen, in das er sich zum Schlafen zurückgezogen hatte. Unmittelbar nach der Ermordung hielt die Königin seinen Sohn Troiano so lange gefangen, bis die Witwe Sergiannis das Castello di Melfi mit den immensen Schätzen, die ihr Mann dort angehäuft hatte, übergab. Alle Verschwörer wurden später vom neapolitanischen Herrscher belohnt. Sergianni wurde in Neapel in der Kirche San Giovanni a Carbonara, in der Kapelle Caracciolo del Sole, beigesetzt.

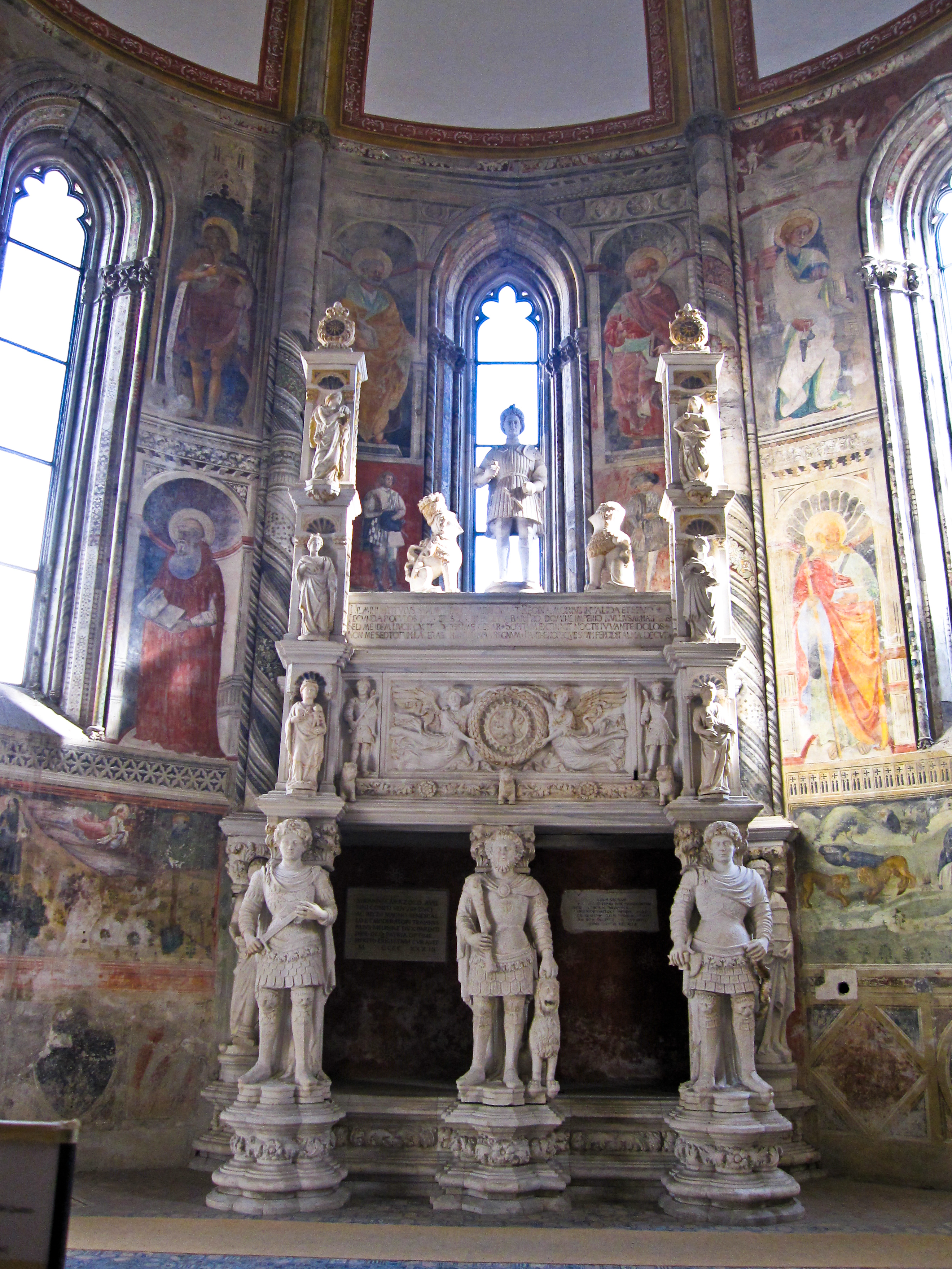
Das Grab von Sergianni in der Kapelle Caracciolo del Sole in der Kirche San Giovanni a Carbonara in Neapel. Sergianni ist der erste von links unten

## Nachkommen
Sergianni Caracciolo heiratete Caterina Filangieri, Gräfin von Avellino, die ihm einen Sohn und fünf Töchter gebar:
(nicht in der Reihenfolge der Geburt angeführt):
- Troiano, Condottiere und Herzog von Melfi und Venosa, der 1432 Maria Caldora, Tochter von Jacopo Caldora, heiratete;
- Emilia[5] /Isabella,[A 1] verheiratet 1429 mit Antonio Caldora, Condottiere, Söldnerhauptmann und Herzog von Bari, ältester Sohn von Jacopo Caldora;
- Maria[6] /Giovanna[7], verheiratet 1431 mit Gabriele Orsini del Balzo, Sohn von Raimondo Orsini del Balzo, Fürst von Tarent, und Bruder von Giovanni Antonio;
- Margherita, verheiratet mit Bernardo Zurlo, Graf von Nocera;
- Antonia, die Baldassarre Caetani von den Grafen von Fondi heiratete;
- Giulia, verheiratet mit Garzia Cavaniglia, Herzog von Troia.